# Хадано
Хада́но (яп. 秦野市 Хадано-си) — город в Японии, находящийся в префектуре Канагава. Площадь города составляет 103,61 км², население — 168 899 человек (1 августа 2014), плотность населения — 1630,14 чел./км².

## Географическое положение
Город расположен на острове Хонсю в префектуре Канагава региона Канто. С ним граничат города Ацуги, Исехара, Хирацука, посёлки Ои, Накаи, Мацуда, Ямакита и село Киёкава.

## Население
Население города составляет 168 899 человек (1 августа 2014), а плотность — 1630,14 чел./км². Изменение численности населения с 1980 по 2005 годы:
| 1980 | 123 133 чел. |  |
| 1985 | 141 803 чел. |  |
| 1990 | 155 620 чел. |  |
| 1995 | 164 722 чел. |  |
| 2000 | 168 142 чел. |  |
| 2005 | 168 317 чел. |  |

## Символика
Деревом города считается камелия сасанква, цветком — гвоздика, птицей — Cettia diphone.

## Города-побратимы
- Пасадина, США (1964)
- Сува, Япония (1984)
- Пхаджу, Республика Корея (2005)
- Фудзиномия, Япония (2008)